# Hoàng Minh Thảo
Hoàng Minh Thảo (25 tháng 10 năm 1921 - 8 tháng 9 năm 2008) là một Giáo sư, Nhà giáo nhân dân, Anh hùng Lực lượng vũ trang nhân dân, Thượng tướng Quân đội nhân dân Việt Nam. Là một vị tướng trận mạc, ông cũng đồng thời được biết đến là một nhà lý luận quân sự hàng đầu của Việt Nam.

## Quá trình tham gia cách mạng
Ông tên thật là Tạ Thái An, sinh ngày 25 tháng 10 năm 1921 tại xã Bảo Khê, huyện Kim Động (nay thuộc thành phố Hưng Yên), tỉnh Hưng Yên, con ông Tạ Quang Khai và bà Nguyễn Thị Tành. Cha ông là một tiểu chủ yêu nước làm nghề thợ may, do tham gia phong trào yêu nước nên bị Pháp lùng bắt, vì vậy đã đưa gia đình lên sinh sống tại vùng Tràng Định - Thất Khê (Lạng Sơn). Tuổi thơ ông lớn lên tại vùng rừng núi này.
Sau khi hoàn thành lớp nhất (tương đương với lớp 5 hiện nay), ông được cha gửi xuống Hà Nội ở nhờ ông Mai Phúc Tường (hiệu Quảng Thái) ở 29 Hàng Bồ để học tiếp bậc trung học tại trường tư thục Thăng Long. Sau này khi ông Hoàng Minh Thảo hoạt động cách mạng đã được gia đình ông Mai Phúc Tường che giấu hoạt động. Cũng trong quãng thời gian này, trong những lần về Lạng Sơn nghỉ hè, ông giác ngộ cách mạng qua những đợt tham gia buổi tuyên truyền của Đảng. Năm 1937, Tạ Thái An được xếp vào danh sách cảm tình Đảng tại cơ sở Đảng ở Lạng Sơn và tham gia Đoàn thanh niên dân chủ của Đảng Cộng sản Việt Nam tổ chức, lấy bí danh hoạt động là Tạ Quang. Năm 1941, ông tham gia Việt Minh, rồi được cử đi học quân sự ở Liễu Châu, Trung Quốc. Cuối năm 1944, ông tham gia gây dựng cơ sở chính trị và xây dựng lực lượng du kích ở vùng biên giới Lạng Sơn.
Sau khi về nước, ngày 7 tháng 1 năm 1945, tham gia Ban phụ trách công tác biên giới của Tổng bộ Việt Minh, Ủy viên dự khuyết Tỉnh ủy lâm thời Lạng Sơn. Ngày 3 tháng 3 năm 1945, ông gia nhập Đảng Cộng sản Đông Dương và tham gia giành chính quyền ở Lạng Sơn. Cái tên Hoàng Minh Thảo ra đời trong thời gian này và gắn bó với ông cho đến tận cuối đời.

## Chỉ huy quân đội
Sau khi Cách mạng tháng Tám thành công, từ tháng 8 năm 1945 đến năm 1949, ông là phái viên của Bộ Quốc phòng ở các tỉnh duyên hải tả ngạn sông Hồng, Khu trưởng Chiến khu III, Phó tư lệnh Liên khu III. Năm 1948, ông được phong quân hàm Đại tá Quân đội Nhân dân Việt Nam trong đợt phong hàm đầu tiên.
Từ 1949-1950, ông làm Tư lệnh Liên khu 4.
Sau Chiến dịch Biên giới 1950, các đại đoàn quân chính quy được thành lập. Ông được bổ nhiệm làm Đại đoàn trưởng đầu tiên của Đại đoàn 304 (1950-1954).

## Tham gia giảng dạy
Sau năm 1954, ông được phân công công tác đào tạo cán bộ quân sự, xây dựng Học viện Quân sự. Ông giữ chức vụ Hiệu trưởng Học viện Quân sự liên tục từ 1954 đến 1966 (nay là Học viện Lục quân Đà Lạt). Năm 1962, ông nghiên cứu ở Học viện Quốc phòng Bắc Kinh. Sau này có học bổ túc quân sự ở Liên Xô (cũ). Ông thông thạo tiếng Pháp, tiếng Trung quốc.

## Trở lại chiến trường
Từ tháng 11 năm 1966, ông được điều vào Nam giữ chức Phó tư lệnh Mặt trận Tây Nguyên. Chính qua trận đụng độ giữa Quân giải phóng Miền Nam và quân Mỹ tại Iađrăng mà ông đã ghi nhận lại được những nguyên tắc quan trọng giúp Quân giải phóng Miền Nam giành được một số lợi thế khi giao chiến với một đối phương có ưu thế tuyệt đối về hỏa lực và cơ động.
Năm 1968, ông là Tư lệnh Mặt trận Tây Nguyên. Tháng 8 năm 1974, ông giữ chức Phó tư lệnh Quân khu V; tháng 3 năm 1975, là Tư lệnh Chiến dịch giải phóng Tây Nguyên.

## Sau ngày thống nhất đất nước
Sau 1975, từ tháng 5 năm 1976 đến 1989, ông trở lại giữ chức Viện trưởng Học viện Lục quân Đà Lạt (1976-1977), Viện trưởng Học viện Quân sự Cấp cao (1977-1989, nay là Học viện Quốc phòng Việt Nam), năm 1987, kiêm Phó chủ tịch Hội đồng Khoa học Quân sự Bộ quốc phòng.
Từ năm 1990, ông là Viện trưởng Viện Chiến lược Quân sự, Bộ Quốc phòng Việt Nam và giữ chức vụ này cho đến khi nghỉ hưu (1995).
Ông qua đời lúc 8 giờ sáng ngày 8 tháng 9 năm 2008 tại Hà Nội và được an táng tại nghĩa trang Mai Dịch.
Tên của ông còn được đặt cho một con đường ở Hà Nội. Con đường Hoàng Minh Thảo nối giữa đường Võ Chí Công (quận Tây Hồ) và đường Phạm Văn Đồng (quận Bắc Từ Liêm).

## Lịch sử thụ phong quân hàm
| Quân hàm |             |             |              |  |  |  |  |  |  |  |  |
| Cấp bậc  | Thiếu tướng | Trung tướng | Thượng tướng |  |  |  |  |  |  |  |  |
|          |             |             |              |  |  |  |  |  |  |  |  |

## Tác phẩm
- Học tập khoa học quân sự Xô - Viết (1958)
- Tổ tiên ta đánh giặc (1969)
- Thất bại của một sức mạnh phi nghĩa (1975)
- Chiến dịch Tây Nguyên đại thắng (1977)
- Tìm hiểu một số vấn đề về nghệ thuật chỉ huy (1987)
- Nghệ thuật tác chiến: mấy vấn đề lý luận và thực tiễn (1990)
- Về cách dùng binh (1997)
- Mấy vấn đề về nghệ thuật quân sự (2001)

## Công lao đóng góp
Ngoài nắm giữ các chức vụ Tư lệnh các chiến dịch quan trọng, quản lý các Học viện quân sự, ông còn là một người thầy của nhiều thế hệ tướng lĩnh quân đội, một nhà nghiên cứu lịch sử quân sự và lý luận quân sự xuất sắc ở tầm chiến lược.
Ông được phong Giáo sư ngành Khoa học quân sự năm 1986, Nhà giáo nhân dân năm 1988.
Ông là tác giả của nhiều tác phẩm quân sự. Ngoài ra, ông còn là Ủy viên Hội đồng Quốc gia Chỉ đạo Biên soạn Từ điển bách khoa Việt Nam.
Ông nghỉ hưu vào năm 1995, nhưng vẫn tham gia công tác nghiên cứu về khoa học quân sự.

## Giải thưởng
Ông đã được Nhà nước Việt Nam đã tặng thưởng các huân chương:
- Huân chương Hồ Chí Minh
- huân chương Quân công hạng Nhất
- Huân chường Chiến thắng hạng Nhất
- Huân chương Chiến công hạng Nhất
- Hai Huân chương kháng chiến hạng Nhất
- Anh hùng lực lượng vũ trang nhân dân
 (Truy tặng năm 2023)
- Và nhiều huân chương khác

Năm 2005, ông được Nhà nước Việt Nam tặng Giải thưởng Hồ Chí Minh cho Cụm công trình về nghệ thuật quân sự Việt Nam.
Ngày 17 tháng 10 năm 2023, ông được Nhà nước truy tặng danh hiệu Anh hùng Lực lượng vũ trang nhân dân.